# Costanzo W. Figlinesi
Costanzo Waldemaro Figlinesi  (né le 20 août 1912 à Florence et mort le 21 août 1991 à Salon-de-Provence) est un peintre italien du XXe siècle, de facture impressionniste à la fin de sa vie.

## Biographie
Costanzo Waldemaro Figlinesi se passionne pour le dessin dès l'âge de 17 ans.
En 1931 il participe à une exposition à Sienne où une de ses natures mortes obtient le prix du Ministère de l'Éducation (Ministère Gentile). Il expose à Florence en 1938 à la Galerie Cavalensi et Botti.
Pendant la Seconde Guerre mondiale, on le retrouve au camp d'aviation de Salon-de-Provence dans l'armée italienne. Après l'armistice de 1943, il est fait prisonnier par les Allemands sous les ordres desquels il refuse de servir, mais son statut de peintre lui confère une liberté totale.
Au château de Rambouillet il exécute les portraits du général Heinkel et du maréchal Rommel. Il finit par s'évader et reste caché jusqu'à la Libération.
Le succès se refuse à lui, il séjourne d'abord à Marseille, ensuite à Paris pendant trois ans où il mène une vie de bohème, puis retourne à Marseille. Le succès finit par arriver à Cannes en 1959 et à Toulon en 1969.
Il se retire définitivement à Pélissanne où l'évolution de son art finit par l'apparenter aux impressionnistes.
En 1987, à Marseille, il expose son cinquantenaire de vie en Provence.

## Œuvres
- Paesaggio toscano, 1962, 50 × 70 cm, huile sur toile
- Buoi all'aratura, ? , 30 × 51 cm, huile sur toile
- Le port de Cassis, ? , 80 × 147 cm, huile sur panneau, signée en bas à gauche
- Bouquet dans un vase long. 30 × 24 cm, huile sur panneau, signée en bas à droite (expertisée)
- La Côte cannoise vue des îles de Lerins 90 × 170 cm, huile sur toile signée en bas à droite
- La Petite Bouillabaisse, huile sur toile, signé en bas à droite, 1982

### Sources
- Centre municipal Culture et Loisirs de Pélissanne